# Premio Letterario Mao Dun
Il Premio letterario Mao Dun (cinese semplificato: 茅盾文学奖; pinyin: Máo Dùn Wénxué Jiǎng) è un premio letterario cinese assegnato ogni 4 anni dalla China Writers Association.
Il riconoscimento è stato istituito nel 1981 per onorare la volontà dello scrittore Mao Dun che aveva lasciato una donazione di 250000 renminbi prima di morire.
Tra i 4 premi letterari cinesi più importanti, ogni vincitore riceve una somma di 500000 yuan pari a circa 78000 dollari.

## Albo d'oro
| Anno | Scrittore           | Titolo originale | Titolo italiano                  |
| ---- | ------------------- | ---------------- | -------------------------------- |
| 1982 | Wei Wei             | 东方             |                                  |
| 1982 | Zhou Keqin          | 许茂和他的女儿们 |                                  |
| 1982 | Yao Xueyin          | 李自成（第一卷   |                                  |
| 1982 | Mo Yingfeng         | 将军吟           |                                  |
| 1982 | Li Guowen           | 冬天里的春天     |                                  |
| 1982 | Gu Hua              | 芙蓉镇           | Una piccola città di nome Ibisco |
| 1985 | Zhang Jie           | 沉重的翅膀       |                                  |
| 1985 | Liu Xinwu           | 钟鼓楼           |                                  |
| 1985 | Li Zhun             | 黄河东流去       |                                  |
| 1991 | Lu Yao              | 平凡的世界       |                                  |
| 1991 | Ling Li             | 少年天子         |                                  |
| 1991 | Sun Li e Yu Xiaohui | 都市风流         |                                  |
| 1991 | Liu Baiyu           | 第二个太阳       |                                  |
| 1991 | Huo Da              | 穆斯林的葬禮     |                                  |
| 1991 | Xiao Ke             | 浴血罗霄         |                                  |
| 1991 | Xu Xingye           | 金瓯缺           |                                  |
| 1997 | Chen Zhongshi       | 白鹿原           |                                  |
| 1997 | Wang Huo            | 战争和人         |                                  |
| 1997 | Liu Sifen           | 白门柳           |                                  |
| 1997 | Liu Yumin           | 骚动之秋         |                                  |
| 2000 | A Lai               | 尘埃落定         | Rossi fiori del Tibet            |
| 2000 | Wang Anyi           | 长恨歌           | La canzone dell'eterno rimpianto |
| 2000 | Zhang Ping          | 抉择             |                                  |
| 2000 | Wang Xufeng         | 茶人三部曲       |                                  |
| 2005 | Xiong Zhaozheng     | 张居正           |                                  |
| 2005 | Zhang Jie           | 无字             |                                  |
| 2005 | Chu Chunqiu         | 历史的天空       |                                  |
| 2005 | Liu Jianwei         | 英雄时代         |                                  |
| 2005 | Zong Pu             | 东藏记           |                                  |
| 2008 | Jia Pingwa          | 秦腔             |                                  |
| 2008 | Chi Zijian          | 额尔古纳河右岸   | Ultimo quarto di luna            |
| 2008 | Mai Jia             | 暗算             |                                  |
| 2008 | Zhou Daxin          | 湖光山色         |                                  |
| 2011 | Zhang Wei           | 你在高原         |                                  |
| 2011 | Liu Xinglong        | 天行者           |                                  |
| 2011 | Mo Yan              | 蛙               | Le rane                          |
| 2011 | Bi Feiyu            | 推拿             | I maestri di tuina               |
| 2011 | Liu Zhenyun         | 一句顶一万句     |                                  |
| 2015 | Ge Fei              | 江南三部曲       |                                  |
| 2015 | Wang Meng           | 这边风景         |                                  |
| 2015 | Li Peifu            | 生命册           |                                  |
| 2015 | Jin Yucheng         | 繁华             |                                  |
| 2015 | Su Tong             | 黄雀记           |                                  |
| 2018 | Chen Yan            | 主角             |                                  |
| 2018 | Li Er               | 应物兄           |                                  |
| 2018 | Liang Xiaosheng     | 人世间           |                                  |
| 2018 | Xu Huaizhong        | 牵风记           |                                  |
| 2018 | Xu Zechen           | 北上             |                                  |
| 2023 | Yang Zhijun         | 雪山大地         |                                  |
| 2023 | Qiao Ye             | 宝水             |                                  |
| 2023 | Liu Liangcheng      | 本巴             |                                  |
| 2023 | Sun Ganlu           | 千里江山图       |                                  |
| 2023 | Dong Xi             | 回响             |                                  |